# Jupiaba yarina
Jupiaba yarina är en fiskart som beskrevs av Zanata, 1997. Jupiaba yarina ingår i släktet Jupiaba och familjen Characidae. Inga underarter finns listade i Catalogue of Life.